# Sladký život (film, 1960)
Sladký život (v italském originále La Dolce vita) je italsko-francouzské filmové drama režiséra Federica Felliniho z roku 1960. Film je označován za jeho vrcholné dílo. Hlavní roli ve filmu odehrávajícím se z velké části v Římě hraje Marcello Mastroianni. Film je rozdělen do několika částí, odehrávají se zde různé večírky. Vedle něj pak řada herců, jako jsou Anita Ekbergová, Nico nebo Magali Noël.
Film byl oceněn Zlatou palmou na Filmovém festivalu v Cannes.